# Ruido de fondo
Se considera ruido ambiental o ruido de fondo cualquier sonido indeseado que se produce de forma simultánea a la realización de una medida acústica, y que puede afectar al resultado de la misma.

## Corrección por ruido de fondo
En primer lugar, para evitar los errores en la medida, debe averiguarse si es posible que el ruido de fondo esté afectando el resultado. Midiendo con la fuente evaluada encendida y apagada notaremos si el ruido producido por esta es importante.
Si la diferencia entre ambas mediciones es pequeña (menos de 3 dB), la medida no es fiable.
Si al encender la fuente de ruido la medida varía en más de 10 dB, el ruido de fondo no tiene influencia en la medida.
Entre medias, el ruido de fondo está afectando a la medida en cierto grado. Por lo tanto, esta medida debe ser corregida por ruido de fondo. Este proceso, consiste en restar ambas medidas siguiendo una sencilla fórmula.
{\displaystyle Ls=10log(10^{0.1Ls+n}-10^{0.1Ln})}
Donde Ls+n corresponde a la medición con la fuente evaluada encendida y Ln corresponde a la evaluación del ruido de fondo.

## Medida de ruido de fondo
En primer lugar debe dejarse claro un concepto básico. Siendo estricto en el uso del lenguaje, el ruido de fondo no se mide, se evalúa.
Como se ha comentado, para poder considerar un sonido como ruido de fondo, este tiene que producirse de forma simultánea a la medida. Como se produce de forma simultánea, no es posible separar el ruido de interés (específico) del ruido de fondo. Por lo tanto, hay que buscar una forma de evaluar el ruido de fondo.

## Evaluación del ruido de fondo
Para evaluar el ruido de fondo, en primer lugar, el técnico debe intentar minimizar la influencia de todas las fuentes de ruido ajenas a la materia de inspección. Apagar el móvil, la tele, la radio, pedir silencio,... o buscar los momentos oportunos, en los que el ruido de fondo sea más bajo.
En este punto, no se tiene más control sobre el ruido de fondo, pero sí sobre la fuente sonora. Así pues, se pondrá en funcionamiento la fuente de ruido objeto de inspección, y se efectuará una primera ronda de mediciones (dependiendo del plan de muestreo, modos de funcionamiento, requisitos legislativos,...).
Estas mediciones estarán afectadas por ruido de fondo. A continuación debe apagarse la fuente de ruido, y repetir la medida.

## Importancia de la medida de ruido de fondo
La "medida" (evaluación) del ruido de fondo, es muy importante.
Debe procurarse que la única circunstancia "acústica" distinta entre ambas medidas sea el apagado de la fuente de ruido.
Además, su medida implica las mismas precauciones que la medida del ruido de la fuente, muestreo, tiempos de medida,... Ya que la evaluación acústica de una actividad, se verá afectada por el resultando de esta determinación.

## El ruido de fondo como "paripé"
La evaluación de ruido de fondo, en muchas ocasiones, resulta un labor muy complicada, incluso en muchos casos inabordable.
Por ejemplo, cuando se evalúa una industria, la evaluación del ruido de fondo implicaría "apagar" la actividad. También puede suceder que el cese completo de la actividad requiera un tiempo. Tanto tiempo que, la medida efectuada con la fuente apagada no pueda considerarse como representativa del ruido de fondo que existió cuando se midió el ruido producido por la actividad.
Cuando nos referimos a bares de copas, discotecas,... el tema también puede ser complicado. Al desconectar la música o desalojar el local, pueden producirse circunstancias diversas que impidan evaluar el ruido de fondo como el resultado de una nueva medida.
Un técnico cualificado intentará buscar alternativas para afrontar los impedimentos, pero es importante darse cuenta de que el ruido de fondo, en muchos casos, no puede ser evaluado correctamente. En estos casos lo único que se puede decir del sonido inspeccionado es que es menor o igual que la menor de las mediciones de que dispongamos con la fuente encendida. En muchos casos este valor estará por debajo de límite y se podrá concluir que la actividad está cumpliendo con los límites de ruido.

## Posibilidades de mejora

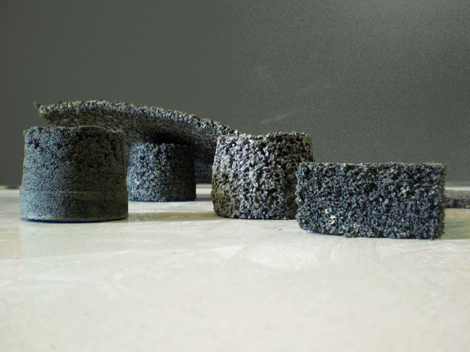
El Centro Tecnológico de Acústica de Castilla y León ensaya con materiales reciclados para acondicionamientos acústicos en locales musicales. En general, casi todos los tipos de elastómeros ensayados tienen una resonancia en bandas de frecuencia baja (entre 125-250 Hz) que hace que los resultados globales de mejora a ruido de impactos no sean más elevados.

## Precauciones
La medida con la fuente apagada no debería ser más alta que cuando encendemos la fuente. Probablemente no se está evaluando correctamente el ruido de fondo, pero a lo mejor no se evaluó correctamente con la fuente encendida.
Las mediciones con las fuente encendida y apagada pueden ser iguales. Esto significa el ruido de fondo es tan alto que no podemos evaluar la aportación de la fuente.

## Nuevas tecnologías
En la actualidad se trabaja en la aplicación de las tecnologías más novedosas del procesado de señal al caso concreto de la eliminación del ruido de fondo de las mediciones.
La introducción de sondas intensométricas, arrays microfónicos, junto a técnicas como BSS permiten reducir la influencia del ruido de fondo en las mediciones. Sin embargo todavía queda un camino por recorrer antes de que estas técnicas puedan ser aplicadas a los equipos de campo para poder ser utilizadas por los inspectores de ruido.